# I Can Wait Forever
«I Can Wait Forever» — песня канадской поп-панк-группы Simple Plan с их третьего альбома Simple Plan. Автором песни является вокалист группы Пьер Бувье.

## О песне
Песня использовалась в вступительной заставке анимационного фильма LaMB, транслируемого телекомпанией Animax. К песне был снят 3D-анимированный видеоклип, который впервые увидели зрители Animax 19 декабря 2008 года. Данный клип был создан в формате LaMB, также в нём присутствуют анимированные участники группы.

«Мы находимся в абсолютном предвкушении увидеть себя анимированными, и нам очень нравятся крутые и блестящие последовательности действий в этом потрясающем 3D-видео. Мы надеемся, что наши поклонники в Азии могут разделить с нами наше волнение и насладиться потрясающими визуальными эффектами, которые делают „I Can Wait Forever“ по-настоящему особенным. Simple Plan очень гордится быть частью LaMB».
Оригинальный текст (англ.)We’re absolutely thrilled to see our animated selves and we love the cool and slick 3D action sequences in this fantastic MV. We hope our fans in Asia can share our excitement and enjoy the stunning visuals that make I Can Wait Forever truly special. Simple Plan is very proud to be part of LaMB.— Пьер Бувье о видеоклипе.
Американский телеканал Fuse в своём списке «25 прекрасных поп-панк- и эмо-песен на День Святого Валентина» поставил «I Can Wait Forever» на 23 место.

## Участники записи
- Пьер Бувье (фр. Pierre Bouvier) — вокал
- Чарльз Комо (фр. Charles Comeau) — ударные
- Джефф Стинко (фр. Jeff Stinco) — соло-гитара
- Себастьян Лефебр (фр. Sébastien Lefebvre) — ритм-гитара, бэк-вокал
- Дэвид Дезрозиерс (фр. David Desrosiers) — бас-гитара, бэк-вокал